# Turija, Bihać
Turija je naselje v občini Bihać, Bosna in Hercegovina. 

## Deli naselja
Bašani, Glavica, Gornji Zlopoljac, Johovac, Majdan, Mekote, Panjigrad, Rekići in Turija.

## Prebivalstvo
| Pregled števila prebivalcev po letih | Pregled števila prebivalcev po letih | Pregled števila prebivalcev po letih | Pregled števila prebivalcev po letih | Pregled števila prebivalcev po letih | Pregled števila prebivalcev po letih |
| ------------------------------------ | ------------------------------------ | ------------------------------------ | ------------------------------------ | ------------------------------------ | ------------------------------------ |
| 1948                                 | 1953                                 | 1961                                 | 1971                                 | 1981                                 | 1991                                 |
| -                                    | -                                    | -                                    | 1.430                                | 1.962                                | 1.457                                |

| Narodna sestava prebivalstva po letih                                                                                            | Narodna sestava prebivalstva po letih                                                                                            | Narodna sestava prebivalstva po letih                                                                                            |
| --- | --- | --- |
| 1971 | 1981 | 1991 |
| . skupaj: 1.430 Muslimani 1.397 (97,69 %) Srbi 19 (1,32 %) Hrvati 1 (0,06 %) Jugoslovani 0 (0,00 %) drugi in neznano 13 (0,90 %) | . skupaj: 1.962 Muslimani 1.858 (94,69 %) Srbi 90 (4,58 %) Hrvati 0 (0,00 %) Jugoslovani 12 (0,61 %) drugi in neznano 2 (0,10 %) | . skupaj: 1.457 Muslimani 1.372 (94,16 %) Srbi 28 (1,92 %) Hrvati 0 (0,00 %) Jugoslovani 2 (0,13 %) drugi in neznano 55 (3,77 %) |